# Атиль
Атиль (исп. Átil) — посёлок в Мексике, штат Сонора, входит в состав одноимённого муниципалитета и является его административным центром. Численность населения, по данным переписи 2020 года, составила 612 человек.

## Топонимика
Название Átil с языка индейцев пима можно перевести как — наконечник стрелы.

## История
Поселение было основано в 1751 году миссионерами-иезуитами во главе с Хакобо Седельмайером, как христианская миссия для евангелизации местный индейцев пимов и небомсов.